# Pachygone valida
Pachygone valida är en tvåhjärtbladig växtart som beskrevs av Friedrich Ludwig Diels. Pachygone valida ingår i släktet Pachygone och familjen Menispermaceae. Inga underarter finns listade i Catalogue of Life.